# Homokvár
A homokvár rendszerint várat formázó építmény, amelyet elsősorban nedves homokból alkotnak meg. Főleg gyermekek építenek homokvárakat, de homokos tengerpartokon felnőttek is készítenek nagy méretű (több m2 alapterületű) homokvárakat, esetenként kombinálva homokból készített állatfigurákkal vagy más ábrázolásokkal.
Egyre elterjedtebbek a homokvár építő versenyek felnőttek és gyerekek körében egyaránt. Általában valamilyen szórakoztató, vízparti, főleg családi rendezvény keretein belül kerítenek sort ilyen versenyekre. A cél az, hogy megmutassák egymásnak, ki tud nagyobb, szebb és jobb homokvárat építeni. A győzteseket általában valamilyen kisebb serleggel, vagy éremmel díjazzák a rendezvényszervezők pont úgy, mint bármelyik másik sportrendezvény esetében is.

## Képgaléria

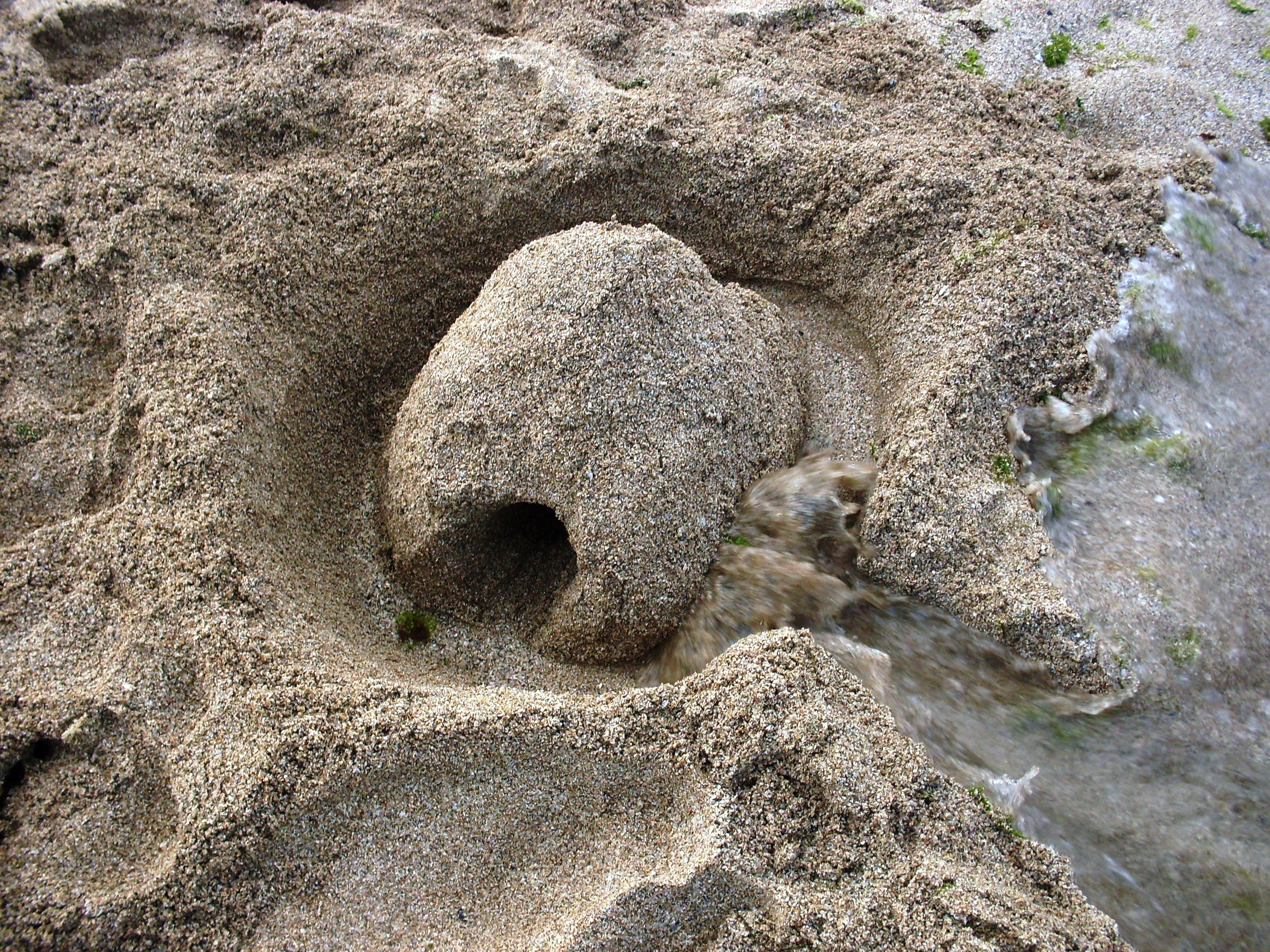
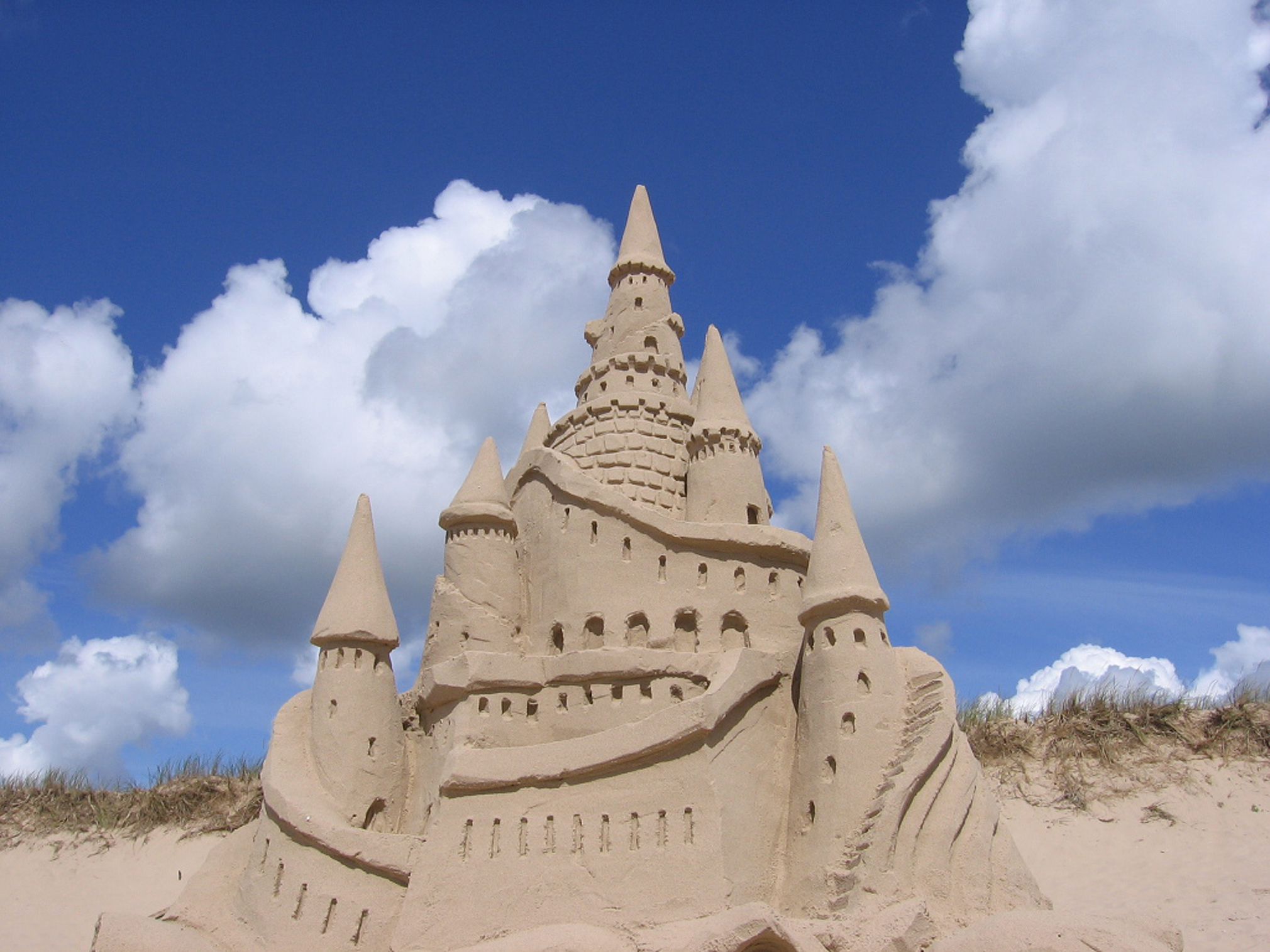
Homokvár Franciaországból
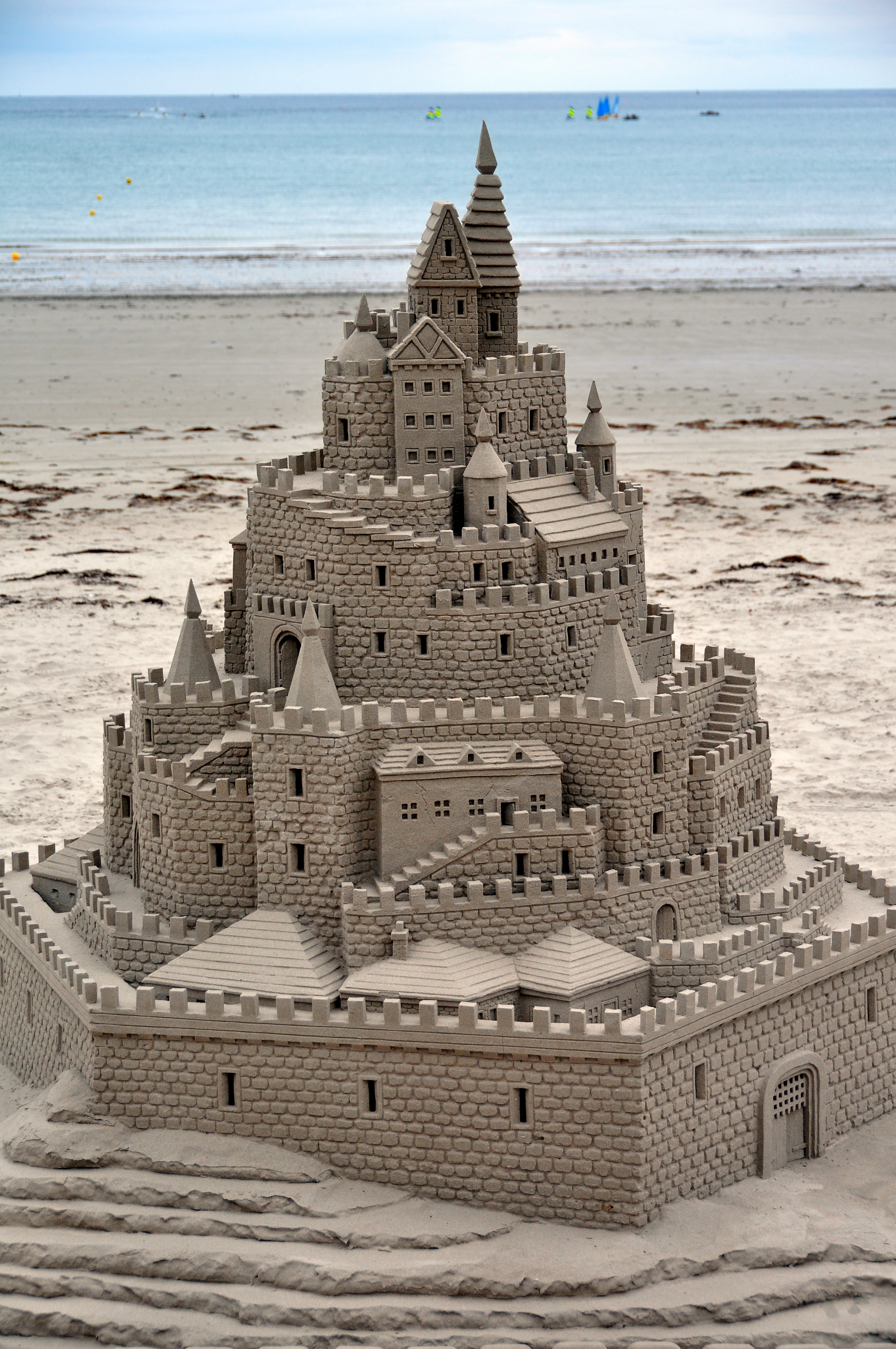
Homokvár St Helier-ből

## A kultúrában
- Apostol együttes: Homokvár, légvár, kártyavár[1]
- Jimi Hendrix: Castles Made of Sand[2]
- Az Így jártam anyátokkal televíziós sorozat Homokvárak a homokban című epizódja (3. évad 16. rész)[3]

- Bogyó és Babóca matrica – A homokvár (Bartos Erika, Kedd Animációs Stúdió [4]